# Konstantin Wolff
Konstantin Wolff (* 12. Oktober 1978 in Lahn-Gießen) ist ein deutscher Opernsänger (Bassbariton).

## Leben
Konstantin Wolff studierte bei Donald Litaker an der Hochschule für Musik Karlsruhe und war Stipendiat der Studienstiftung des deutschen Volkes. Sein Operndebüt gab er 2005 an der Opéra National de Lyon unter William Christie in Monteverdis „L’incoronazione di Poppea“.

## Auszeichnungen
- 2004 Felix Mendelssohn Bartholdy-Preis.